# Rośliny strączkowe

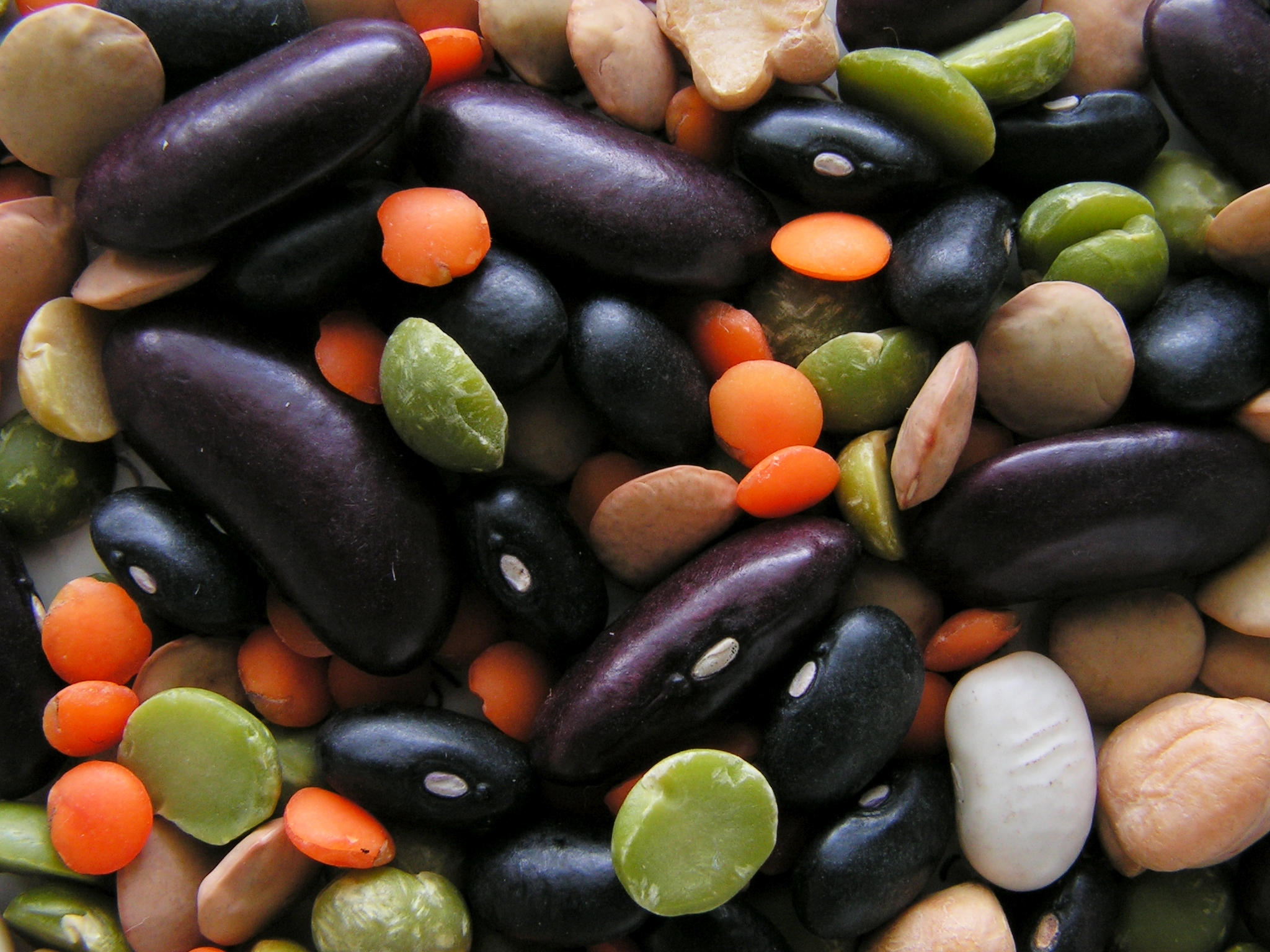
Nasiona różnych gatunków roślin strączkowych

Rośliny strączkowe, motylkowe grubonasienne – rośliny z rodziny bobowatych (motylkowatych) o dużych nasionach uprawiane jako rośliny pastewne, jadalne i dostarczające surowca do przemysłu spożywczego. Uprawiane są dla nasion, paszy i jako zielony nawóz. Ponieważ tak jak inne motylkowe współżyją z bakteriami brodawkowymi – wiążą wolny azot (N2). Pozostawiając go w glebie poprawiają jej żyzność i właściwości fizyczne. Dlatego są też często uprawiane jako przedplon. Do roślin strączkowych zaliczane są jare rośliny jednoroczne. Klasyfikowane odrębnie wieloletnie rośliny motylkowe, zwane są drobnonasiennymi i uprawiane są głównie jako rośliny pastewne.

## Strączkowe rośliny jadalne
Owoce i nasiona roślin strączkowych są po zbożach drugim pod względem ważności źródłem pożywienia roślinnego dla ludzi. Wykorzystywane są w całości jako warzywo (odmiany szparagowe fasoli zwykłej i odmiany cukrowe grochu zwyczajnego), ale najczęściej spożywane są tylko zawarte w nich nasiona. W wyniku zabiegów hodowlanych odmiany udomowione cechują się większymi strąkami od przodków dziko rosnących oraz mają strąki nie pękające samoistnie, co chroni przed stratami plonów. Walorem odżywczym nasion roślin strączkowych jest zwłaszcza wysoka zawartość białek, wynosząca od 20 do 42%
Strączkowe rośliny jadalne uprawiane w klimacie umiarkowanym
- bób (wyka bób)
- ciecierzyca pospolita
- fasola zwykła
- fasola wielokwiatowa
- fasolnik
- groch zwyczajny
- soczewica jadalna
- soja warzywna

Strączkowe rośliny jadalne uprawiane w tropikach
- fasola azuki
- fasola mungo
- fasola ostrolistna
- fasola półksiężycowata
- łust głąbigroszek
- orzacha podziemna (orzech ziemny)
- nikla indyjska
- przewłoda mieczolistna
- przewłoda szablasta
- sorzycha ziemna
- wspięga pospolita

## Strączkowe rośliny pastewne
Walorem roślin strączkowych użytkowanych jako pasza jest także wysoka zawartość białka występująca w zielonej masie roślin. Ze względu na bujny wzrost plon roślin strączkowych ustępuje pod względem wartości pokarmowej tylko wieloletnim roślinom motylkowym.
- łubin żółty
- łubin wąskolistny
- łubin biały
- łubin trwały
- bobik
- lędźwian afrykański
- peluszka
- wyka kosmata (ozima)
- wyka siewna (jara)
- wyka pannońska
- seradela pastewna